# Irene Pivetti
Irene Pivetti (Milano, 4 aprile 1963) è una politica, conduttrice televisiva e giornalista italiana.
Ha militato nella Lega Nord ed è stata eletta deputata, quindi Presidente della Camera nel 1994. Successivamente è passata all'UDEUR restando parlamentare fino al 2001.

## Biografia
Figlia del regista Paolo Pivetti e dell'attrice e doppiatrice Grazia Gabrielli, nonché sorella dell'attrice, conduttrice, regista e doppiatrice Veronica Pivetti e nipote del linguista Aldo Gabrielli (nonno materno), si è laureata con lode in Lettere (indirizzo filosofico) all'Università Cattolica del Sacro Cuore di Milano, subito dopo la laurea lavora come consulente editoriale. Tra il 1987 e il 1990 ha curato volumi sulla lingua italiana per Motta Editore, Selezione, Mondadori, Club degli Editori, De Agostini.
Da ottobre 2022, a seguito delle indagini giudiziarie che l'hanno lasciata in gravi difficoltà economiche, gestisce una mensa sociale di Monza abitando nel pensionato vicino.

### Attività politica
Dal 1990 al 1994 è stata responsabile della Consulta Cattolica della Lega Lombarda, poi divenuta Lega Nord, con cui alle elezioni politiche del 1992 viene eletta deputata, venendo riconfermata alle politiche del 1994.

#### Presidente della Camera dei deputati

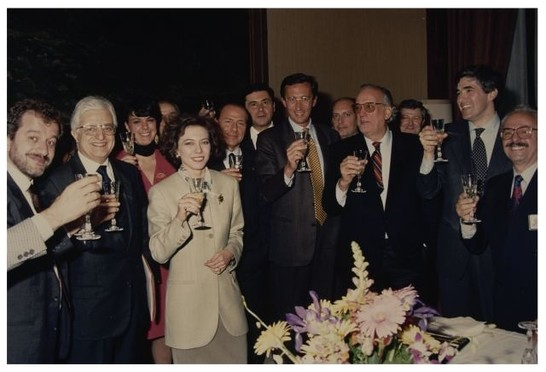
Irene Pivetti festeggiata dagli esponenti politici dei partiti di centro-destra per l'elezione a Presidente della Camera nel 1994

Già candidata dalla Lega nel 1992, il 15 aprile 1994 venne eletta presidente della Camera dei deputati al quarto scrutinio, divenendo a soli 31 anni la più giovane presidente della Camera della storia italiana, nonché la seconda donna dopo Nilde Iotti (eletta nel 1979). Ottenne 347 voti (38 più del quorum) da parte dei deputati di Forza Italia, Alleanza Nazionale, Lega Nord, Centro Cristiano Democratico e Lista Marco Pannella. Mantiene l'incarico per tutta la legislatura.

#### Espulsione dalla Lega Nord

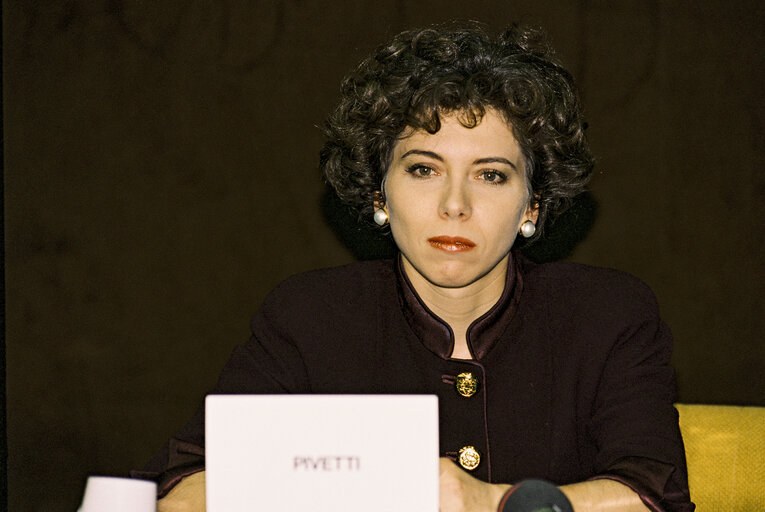
Irene Pivetti in visita al Parlamento Europeo nel 1996

Alle elezioni politiche del 1996 è rieletta deputata della Lega Nord, venendo riproposta per la terza carica dello Stato, non riottenendo l'appoggio del Polo (che preferisce candidare l'ex-vicepresidente e ministra Poli Bortone). Negli scrutini che portano all'elezione del suo vicepresidente Luciano Violante ottiene comunque tra i 49 e i 57 voti.
Il 12 settembre 1996 viene espulsa dalla Lega per la sua opposizione alla linea della secessione padana; l'Agepadania motivò la decisione affermando che fu presa «per palese contrasto con le linee politiche del Movimento e del suo segretario».

#### Dopo la Lega
Dopo l'espulsione dalla Lega, il 22 ottobre 1996 fonda il movimento Italia Federale, che nel 1998 confluirà prima in Rinnovamento Italiano e poi nell'UDEUR (4 marzo 1999), partito del quale la Pivetti sarà presidente dal 23 maggio 1999 fino al 2002.
Tra il 2000 e il 2004 è membro del Comitato per la valorizzazione del patrimonio agroalimentare italiano presso il Ministero delle politiche agricole. Vicepresidente della Fondazione Italia in Giappone 2001, in rappresentanza Ministero Affari Esteri, tra il 2000 e il 2005 viene nominata Vicepresidente della Fondazione Magna Grecia nel 2008.
Nel 2009 viene nominata assessore al lavoro e formazione professionale nel comune di Berceto (Parma), mentre nell'agosto 2010 è nominata assessore all'immagine nel comune di Reggio Calabria, ma pochi giorni dopo è costretta a rinunciare.
Alle elezioni regionali nel Lazio del 2013 si candida nelle file dei Cristiano Popolari, federati con Il Popolo della Libertà, mancando l'elezione. Alle amministrative del 2016 si candida per il consiglio comunale di Roma nella lista Noi con Salvini (a sostegno della candidata appoggiata anche da FdI, l'ex-ministra Giorgia Meloni), giungendo seconda, con 1 364 preferenze, senza essere eletta.

#### Italia Madre e candidatura alle europee 2019
Il 27 maggio del 2018 fonda il partito politico di centrodestra Italia Madre, che ha come ideologia l'europeismo. Alle elezioni parlamentari del 2018 non viene ammesso alle liste. Alle elezioni europee del 2019 Irene Pivetti si candida nelle liste di Forza Italia nella circoscrizione Italia Nord Orientale e ottiene 9.191 preferenze piazzandosi seconda dietro a Silvio Berlusconi, ma non viene eletta.

### Attività professionale

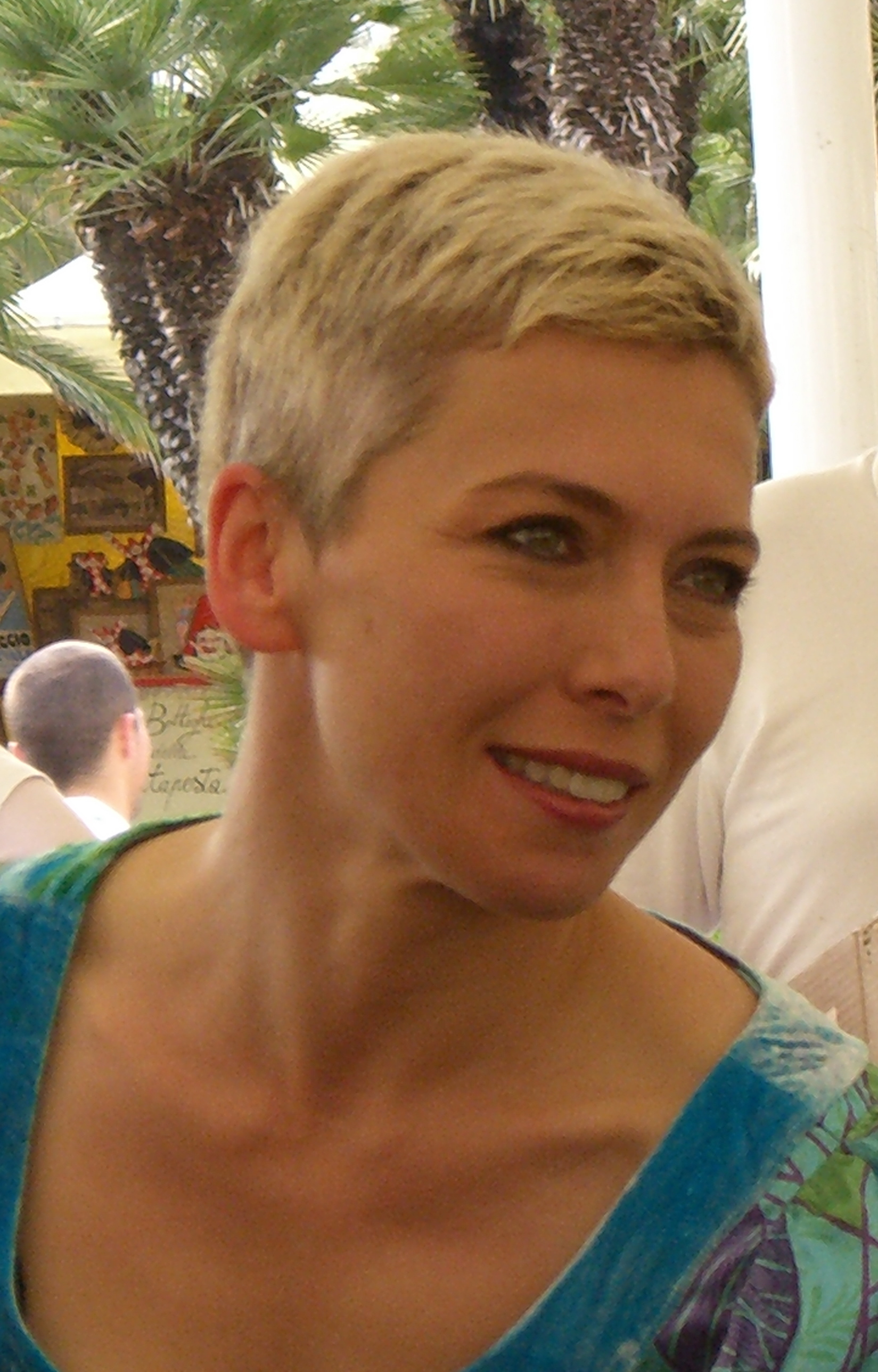
Irene Pivetti nel 2008

Dal 2002 è consulente in strategie di sviluppo, valorizzazione risorse e relazioni istituzionali per imprese di diversi settori (infrastrutture, telecomunicazioni, ricerca scientifica e tecnologica, sanità, agricoltura biologica, internazionalizzazione, made in Italy). Nel 2008 fonda l'associazione Learn To Be Free Onlus, per la promozione dello sviluppo sociale ed economico in aree svantaggiate. È inoltre Presidente del Festival delle Identità e del Premio Luigi Malerba di Narrativa e Sceneggiatura. Nel 2011 fonda la rete di imprese Only Italia per la promozione del Made in Italy in Cina.
Irene Pivetti è inoltre Presidente della commissione economia dell'Istituto Svizzero Rorshach, è docente del Master in Public & Parliamentary Affairs presso la Libera Università Maria Santissima Assunta (LUMSa) di Roma dal 2009. È stata inoltre responsabile dei corsi di alta formazione per Reti spa (2003-2005), docente di strategie parlamentari, marketing politico, lobbying e comunicazione presso Running, LUISS Management, Eidos Communication (2002-2005) e di Organizzazione delle Istituzioni Europee, Link Campus University of Rome (2001-2005). Dal 2010 è presidente dell'Associazione italiana degli operatori IPTV.
Il 14 giugno 2019 viene nominata nuovo presidente di Assofer, l'associazione che riunisce gli operatori ferroviari intermodali.

### Attività giornalistica

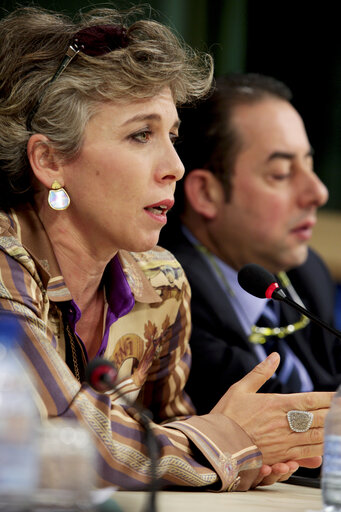
Irene Pivetti nel 2009

È stata iscritta all'Ordine dei giornalisti dal 1986 come giornalista pubblicista e dal 2002 come giornalista professionista. Direttore di periodici politici tra il 1983 e il 1986, tra cui Dialogo e Rinnovamento, periodico universitario, nel 1993 di Identità, mensile, a diffusione regionale, tra il 1990 e il 1994 è opinionista de L'Indipendente e de L'Italia settimanale.
Negli anni seguenti è stata collaboratrice delle testate Il Messaggero (1996-1997), Libero (2000), Scandali 2000 e Il Campanile nuovo (2000-2002).
Tra il 1996 e il 1999 è direttore di Italia Federale, agenzia stampa settimanale, a diffusione nazionale.
Nel 2002 collabora a Donna Moderna, con una rubrica settimanale. Nello stesso anno riceve ad Alghero, per la sezione giornalismo, il Premio Nazionale Alghero Donna di Letteratura e Giornalismo (XII edizione).

#### Carriera televisiva
Dopo l'abbandono dell'attività politica è stata autrice e conduttrice, su LA7, dei programmi Fa' la cosa giusta e La giuria (2002-2003). Oscar della televisione anno 2004, ha condotto alcune trasmissioni sulle reti Mediaset (Bisturi! Nessuno è perfetto e Giallo 1), di cui è anche autrice, per poi collaborare nel 2005 al programma di Maurizio Costanzo Buona Domenica e di nuovo assumere il ruolo di conduttrice del talk show politico settimanale su Rete 4 Liberi tutti.
È conduttrice e autrice, su Rete 4, del programma d'inchiesta Tempi moderni nella stagione televisiva 2006-2007. Nel 2007 partecipa alla quinta edizione del programma di Rai 1 Ballando con le stelle, classificandosi al quinto posto. Nel 2007-2008 è conduttrice e autrice del programma Iride - il colore dei fatti sul canale nazionale Odeon TV. Dal 2008 è opinionista in programmi di attualità e intrattenimento e dal 2009 editore di Web To Be Free, rete televisiva su protocollo internet, dedicata specialmente all'informazione, in particolare economica. Dal 2011 al 2013 è stata opinionista fissa a Domenica in... Così è la vita, andata in onda su Rai 1 con la conduzione di Lorella Cuccarini.

## Procedimenti giudiziari

### Forniture COVID
Nell'aprile 2020, durante la pandemia di COVID-19, la Guardia di Finanza - sulla base delle inchieste aperte dalle procure di Savona, Siracusa, Roma e Imperia - con diverse operazioni sequestra circa mezzo milione di mascherine importate dalla Cina dall'azienda Only Logistic, di proprietà di Irene Pivetti, in quanto ritenute non idonee e di scarsa qualità. Gli inquirenti sono risaliti a quattro fatture emesse dalla sua società alla Protezione Civile per la cessione di 15 milioni di mascherine per un totale di oltre 25 milioni di euro pagati. Per tale fatto, vengono bloccati nei conti correnti della società 1 500 000 euro, cifra ritenuta minimale rispetto al valore totale della commessa, e Pivetti viene indagata insieme con altre quattro persone, con l'accusa di frode in commercio, falso ideologico, uso di atto falso, ricettazione, fornitura di prodotti non conformi in base al Testo Unico sulla sicurezza, violazione di dazi doganali e reati fiscali (evasione dell'IVA). Intanto a Roma viene aperto un procedimento anche dalla Corte dei Conti.
Il mese seguente l'ex agente dei VIP e suo vecchio amico Lele Mora racconta di aver incontrato persone legate alla Banda della Magliana negli uffici della società della Pivetti, che in risposta lo querela per diffamazione.
La Procura di Busto nel marzo del 2023 chiede l'arresto per la Pivetti ma il GIP rigetta la richiesta dichiarandosi incompetente. In attesa che ne venga accertata la competenza territoriale, nell'ottobre dello stesso anno sempre la Procura di Busto Arsizio chiede il rinvio a giudizio per la Pivetti, accusata di frode in forniture pubbliche, appropriazione indebita, riciclaggio e autoriciclaggio per la compravendita dalla Cina delle mascherine per un valore complessivo di 35 milioni di euro delle quali ne sarebbero state consegnate solo per un valore di 10 milioni ma di qualità scadente, praticamente inutilizzabili, con falso marchio CE.

### Evasione fiscale e autoriciclaggio
Nel giugno del 2020 viene indagata dalla Procura di Milano insieme ad altre cinque persone con l'accusa di riciclaggio, sempre in relazione a operazioni di import-export con la Cina. La Guardia di Finanza perquisisce la sua abitazione e alcune società a lei riconducibili.
Il 18 novembre 2021 la Guardia di Finanza, su disposizione della Procura della Repubblica di Milano, ha effettuato un sequestro di circa 3,5 milioni di euro a carico di Irene Pivetti nell'ambito di un'inchiesta su una serie di operazioni commerciali che, secondo l'accusa, sarebbero servite per riciclare proventi di un'evasione fiscale. I militari hanno anche notificato gli avvisi di conclusione dell'indagine in vista del rinvio a giudizio. Nel settembre del 2022 la Cassazione ha confermato il sequestro, che inizialmente era stato bocciato dal GIP.
Il 26 settembre 2024 è stata condannata in primo grado a 4 anni di reclusione per evasione fiscale e auto riciclaggio in relazione al caso della presunta finta vendita a una società cinese delle tre Ferrari del Team Racing di Isolani con la società della Pivetti che avrebbe fatto da tramite.

## Vita privata
Dopo un primo matrimonio con Paolo Taranta, dichiarato nullo dalla Sacra Rota, si è sposata con Alberto Brambilla, dal quale si è separata nel 2010. Ha due figli (Ludovica Maria e Federico), ambedue nati dal secondo matrimonio. Si professa cattolica e contraria al suicidio assistito.

## Nella cultura di massa
Irene Pivetti è stata interpretata da Gledis Cinque nella serie TV 1994, trasmessa da Sky Atlantic.